# Milwaukee Moto Company
Milwaukee Moto Company war ein US-amerikanischer Hersteller von Motoren und Automobilen.

## Unternehmensgeschichte
Das Unternehmen hatte seinen Sitz an der Ferry Street 128 in Milwaukee in Wisconsin. Es stellte ab etwa 1900 Ottomotoren her. Außerdem entstanden 1903 einige Personenkraftwagen. Der Markenname lautete Milwaukee.
Es ist nicht bekannt, wann das Unternehmen aufgelöst wurde.
Andere US-Hersteller von Personenkraftwagen mit Milwaukee im Markennamen waren Milwaukee Automobile Company, Milwaukee Automobile and Brass Specialty Company und Milwaukee Auto Engines and Supply Company.

## Fahrzeuge
Die Fahrzeuge hatten selbst hergestellte Motoren.